# 마쓰다이라 요리요시 (1770년)
마쓰다이라 요리요시(일본어: 松平頼慎, 1770년 7월 20일 ~ 1830년 8월 30일)는 일본 에도 시대의 다이묘로, 모리야마번의 4대 번주이다. 관위는 종4위하, 다이가쿠노카미, 시종이다.
모리야마 번의 3대 번주 마쓰다이라 요리아키라의 둘째 아들로 태어났다. 1801년, 아버지가 사망하자 가문을 계승하고 번주가 되었다. 1830년에 사망하였고, 장남 요리노부가 그 뒤를 이었다.
| 전임 마쓰다이라 요리아키라 | 제4대 모리야마번 번주 1801년 ~ 1830년 | 후임 마쓰다이라 요리노부 |